# ستاب هاب سنتر

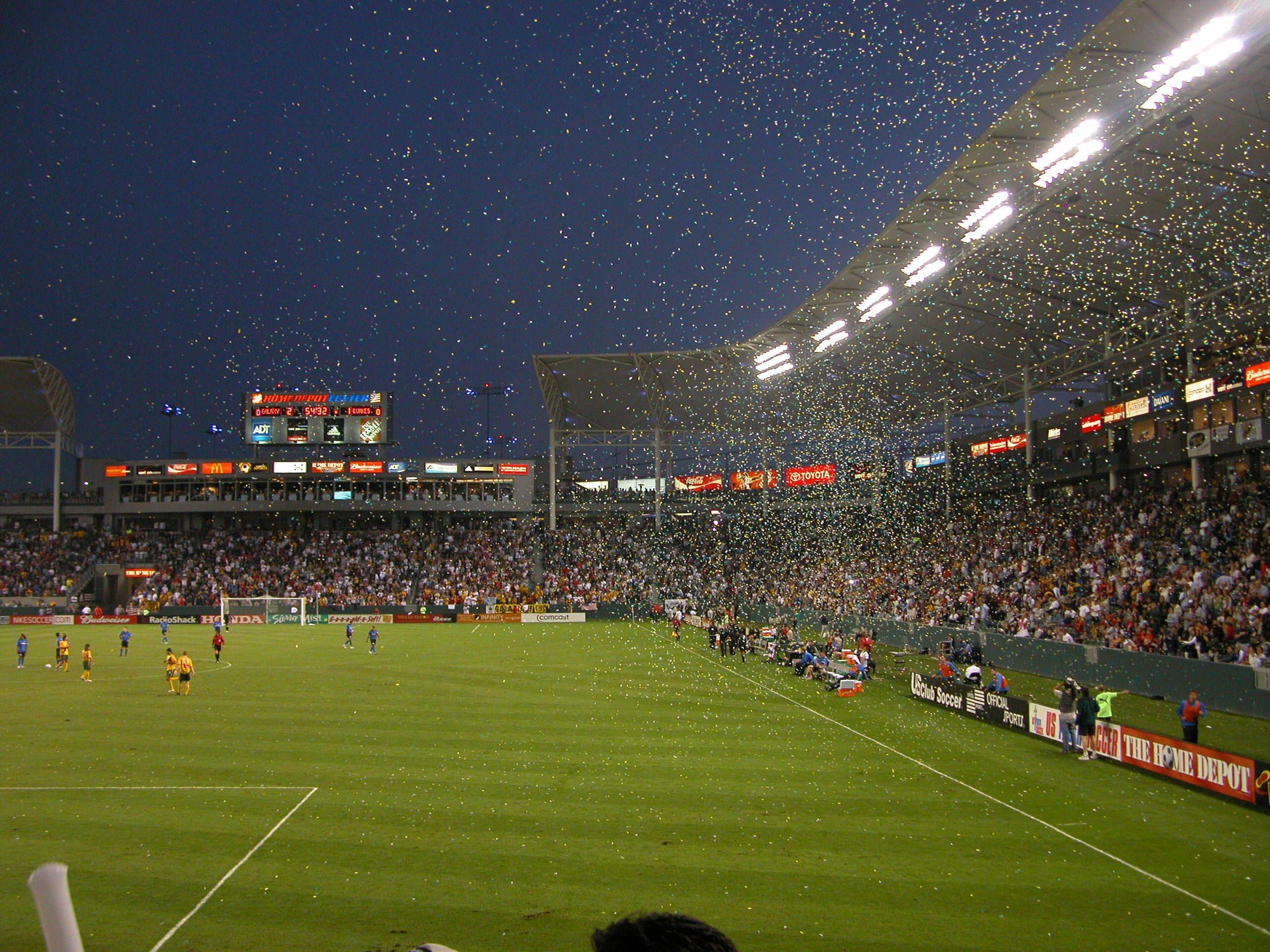
هوم ديبت سنتر

ستاب هاب سنتر (هوم ديبو سنتر سابقاً) هو ملعب مخصص لكرة قدم بمدينة لوس أنجلوس افتتح في يناير من عام 2003 كلف بنائه 150 مليون دولار أمريكي ويبعد قرابة 15 كم عن وسط المدينة وكذلك يتسع لجلوس 27,000 متفرج ويقيم عليه نادي لوس أنجلوس جلاكسي جميع مبارياته التي تقام على أرضه.